# Зак Сейбр-младший
Лукас Итвелл (англ. Lucas Eatwell, род. 24 июля 1987, Шеппи, Кент) — английский рестлер, более известный под своим ринг-именем Зак Сейбр-младший (англ. Zack Sabre Jr.). В настоящее время он выступает в New Japan Pro-Wrestling (NJPW), где является действующим и первым в истории телевизионным чемпионом мира IWGP.
За пределами NJPW Сейбр выступает в Pro Wrestling Guerrilla (PWG), Ring of Honor (ROH), Revolution Pro Wrestling (RPW) и Progress Wrestling (Progress). Сейбр — бывший чемпион Великобритании NWA в полутяжёлом весе и воспитанник школы NWA-UK Hammerlock. Он начал тренироваться в NWA-UK Hammerlock в возрасте 14 лет под руководством Джона Райана и Андре Бейкера. Приёмы Сейбра включают в себя широкий набор сложных технических борцовских приемов и комбинаций, жесткие удары (обусловленные его любовью к пурорэсу), атлетизм и акробатику. Читатели издания Wrestling Observer Newsletter семь лет подряд (2014—2020) признавали Сейбра лучшим техническим рестлером года и лучшим техническим рестлером десятилетия (2010-е годы).
Хотя Сейбр известен в первую очередь своими сольными выступлениями, он также является командным рестлером. В начале своей карьеры он прославился в составе «Лидеров новой школы» вместе с Марти Скёрллом, дважды выиграв титул командных чемпионов IPW:UK. Позже он выиграл тот же титул вместе с коллегой по команде Suzuki-gun Минору Судзуки. В Pro Wrestling Noah он был двукратным командным чемпионом GHC в полутяжёлом весе с Йошинари Огавой, а в World Xtreme Wrestling — командным чемпионом мира wXw с Биг Дэдди Вальтером. Сейбр также сформировал команду с другим товарищем по команде Suzuki-gun Тайчи, с которым стал трехкратными командным чемпионам IWGP.
В NJPW Сейбр дважды выигрывал New Japan Cup — в 2018 и 2022 годах. В PWG он бывший чемпион мира PWG и победитель Battle of Los Angeles 2015 года.

## Титулы и достижения
- Alternative Wrestling Magazine
  - Матч года в Великобритании (2012) против Марти Скёрлла 25 марта[2]
- AM Wrestling
  - Турнир одной ночи (2008)[3]
- DDT Pro-Wrestling
  - Чемпион железных людей в хеви-металлическом весе (1 раз)[4]
- Defiant Wrestling/What Culture Pro Wrestling
  - Интернет-чемпион Defiant/WCPW (1 раз)[5]
- Evolve
  - Чемпион Evolve (1 раз)[6]
- German Stampede Wrestling
  - Прорывной чемпион GSW (1 раз)[7]
- International Pro Wrestling: United Kingdom
  - Командный чемпион IPW:UK (2 раза) — с Марти Скёрллом[8]
  - Турнир Супер 8 в Великобритании (2014)[9][10]
  - Командный турнир (2017) — с Джимми Хэвоком[11]
- New Japan Pro-Wrestling
  - Чемпион мира IWGP в тяжёлом весе (1 раз)
  - Командный чемпион IWGP (3 раза) — с Таичи[12]
  - New Japan Cup (2018, 2022)[13][14]
  - Телевизионный чемпион мира IWGP (1 раз, первый)
- NWA-UK Hammerlock
  - Чемпион Великобритании NWA в полутяжёлом весе (1 раз)[15]
  - Хардкорный лотерейный турнир (2008)[16]
- Premier Promotions
  - Чемпион PWF в среднем весе (1 раз)[17]
  - Чемпион PWF в полутяжёлом весе (1 раз)[18]
  - Трофей Яна Дауленда (2010)[19]
  - Трофей Кена Джойса (2011)[20]
  - Трофей Уортинга (2012, 2013)[21][22]
- Pro Wrestling Guerrilla
  - Чемпион мира PWG (1 раз)[23]
  - Battle of Los Angeles (2015)[24][25]
- Pro Wrestling Illustrated
  - № 24 в топ 500 рестлеров в рейтинге PWI 500 в 2018[26]
- Pro Wrestling Noah
  - Командный чемпион GHC в полутяжёлом весе (2 раза) — с Ёсинари Огава[27]
- Progress Wrestling
  - Super Strong Style 16 (2018)[28]
- Revolution Pro Wrestling
  - Британский чемпион в тяжёлом весе (4 раза)[29]
  - Неоспоримый командный чемпион Британии (3 раза) — с Марти Скёрллом (2) и Минору Судзуки (1)[30]
- Solent Wrestling Federation
  - Турнир одной ночиt (2012)[31]
- Tokyo Sports
  - Награда лучшей команде (2021) с Таичи
- Triple X Wrestling
  - Чемпион Triple X Wrestling в тяжёлом весе (1 раз)[32]
- Westside Xtreme Wrestling
  - Чемпион мира wXw в тяжёлом весе (1 раз)[33]
  - Чемпион мира wXw в лёгком весе (1 раз)[34]
  - Командный чемпион мира wXw (1 раз) — с Биг Дэдди Вальтером[35]
  - Ambition 4 (2013)[36]
  - 16 Carat Gold Tournament (2016)[37]
  - wXw World Tag Team Tournament (2015) — с Биг Дэдди Вальтером[38]
- WhatCulture Pro Wrestling
  - Отборочный турнир Кубка мира по рестлингу в Англии (2017)[39]
- Wrestling Observer Newsletter
  - Премия имени Брайана Дэниелсона (Лучший технический рестлер) (2014—2020)[40][41][42][43][44][45]
  - Лучший технический рестлер десятилетия (2010-е)[46]